# Tepuiarassari
Der Tepuiarassari (Aulacorhynchus whitelianus) ist eine Vogelart aus der Familie der Tukane, die im nördlichen Südamerika vorkommt.

## Merkmale
Sie erreicht eine Länge von 33 bis 41 Zentimeter und ein Gewicht von 117 bis 160 Gramm und ist überwiegend grün gefärbt. Die Kehle und der Schnabelansatz sind weiß. Nur der Oberschnabel ist gefurcht. Die Schnabelspitze ist deutlicher hakenförmig gebogen als die anderer Grünarassaris. Die Unterschwanzdecken sind gelbgrün. Weibchen sind kleiner als die Männchen und haben einen kürzeren Schnabel (54 bis 59 mm, gegenüber 62 bis 72); halbwüchsige Exemplare sind schlichter gefärbt. Verglichen mit dem in den Anden vorkommenden Derby-Arassari (A. derbianus) sind Tepuiarassaris kleiner, haben einen röteren Schnabel, keine Blautönung am Hals und weniger Blau um die Augen.

Das Verbreitungsgebiet des Tepuiarassaris im nördlichen Südamerika

## Lebensraum und Lebensweise
Der Tepuiarassari kommt im Süden von Venezuela, im Gebiet der Tepuis in subtropischen, feuchten Berg- und Nebelwäldern und in Guyana und Surinam in hügeligen tropischen Regenwäldern vor. Seine Höhenverbreitung reicht von 800 bis 1800 Metern. Auf dem Roraima-Tepui wurde er auf einer Höhe von 2380 nachgewiesen, in Guyana wurde er auch in Höhen von ca. 300 Metern beobachtet. Über die Lebensweise der Art ist nur wenig bekannt. Für gewöhnlich wird sie einzeln oder paarweise gesehen, gelegentlich tritt der Tepuiarassari in kleinen Gruppen auf. Die Vögel halten sich meist in der Region zwischen Unterholz und der unteren Baumschicht auf. Wie andere Grünarassaris ernähren sie sich vor allem von Früchten, z. B. von Feigen. Wahrscheinlich brüten sie von Februar bis Juli. Gelegegröße, Brutdauer sowie sonstige genauere Angaben zur Fortpflanzungsbiologie liegen bisher nicht vor.

## Systematik
Der Tepuiarassari wurde 1882 durch die englischen Naturforscher Osbert Salvin und Frederick DuCane Godman erstmals wissenschaftlich beschrieben. Er galt lange Zeit als Unterart des Derby-Arassaris, genetische Untersuchungen zeigten jedoch, dass er näher mit dem Blauzügelarassari (A. sulcatus) aus dem nördlichen Venezuela verwandt ist als mit dem Derby-Arassari.
Es werden drei Unterarten unterschieden:
- Aulacorhynchus whitelianus whitelianus – Salvin & Godman, 1882; Süden des venezolanischen Bundesstaates Bolívar und Nordwesten von Guyana.
- Aulacorhynchus whitelianus duidae – Chapman, 1929; südliches Venezuela (Bundesstaat Amazonas (Venezuela)) und angrenzende Regionen in Brasilien; größer als die Nominatform
- Aulacorhynchus whitelianus osgoodi – Blake, 1941; südliches Guyana und Suriname; kleiner als die Nominatform.

## Gefährdung
Die IUCN stuft den Tepuiarassari als ungefährdet (least concern) ein. Genaue Bestandszahlen liegen jedoch nicht vor.